# MALS-36
225ème Escadron de chasseur d'attaque (USMC)
Le Marine Aviation Logistics Squadron 36 (ou MALS-36) est une unité de soutien logistique de l'aviation du Corps des Marines des États-Unis. L'escadron est connu sous le nom de "Bladerunner" et est basé à la Marine Corps Air Station Futenma au Japon. Il relève du commandement du Marine Aircraft Group 36 (MAG-36) et de la 1st Marine Aircraft Wing (1st MAW).

## Mission
Fournir un soutien, des conseils, une planification et une direction logistiques à l'aviation aux escadrons du Marine Aircraft Group 36 au nom du commandant, ainsi qu'un soutien logistique pour l'équipement financé par la Marine dans le Marine Wing Support Squadron 172 (MWSS-172).

## Historique
L'escadron a été activé en juin 1952 à la Marine Corps Air Station Tustin (en) à Tustin, Californie, en tant que Headquarters Squadron 36 et affecté au Marine Aircraft Group 36, Air Fleet Marine Force, Pacific. L'escadron est redésigné le 15 février 1954 en tant que Headquarters and Maintenance Squadron 36.

### Service
Guerre du Vietnam :
Déployé en août 1965 à Chu Lai, République du Viêt Nam, et réaffecté à la 1st Marine Aircraft Wing. A participé à la guerre du Vietnam de septembre 1965 à novembre 1969, opérant à partir de la Chu Lai Base Area et Phu Bai Combat Base (en). Retour en novembre 1969 à la Marine Corps Air Station Futenma, à Okinawa.
L'après-Vietnam et les années 1990 :
L'escadron a été renommé le 1er octobre 1988 en tant que Marine Aviation Logistics Squadron 36. Depuis lors, il a participé à l'Operation Fiery Vigil (en) aux Philippines, en juin 1991; Opération Restore Hope, en Somalie, de décembre 1992 à mai 1993 et Opération Stabilize au Timor oriental, de septembre à novembre 1999 et  en janvier 2000.
Guerre mondiale contre le terrorisme :
En janvier 2007, un détachement de Marines du MALS-36 attaché au HMM-262 est déployé en Irak à l'appui de l'Opération Iraqi Freedom.
Participation communautaire :
Les Marines et les marins de MALS-36 participent à de nombreuses activités de participation communautaire chaque année. Les activités vont du nettoyage des maisons de retraite dans la communauté d'Okinawa au ramassage des ordures sur les belles plages d'Okinawa. La majorité des participants sont de jeunes Marines et marins, consacrant généreusement leur temps libre à l'amélioration de la communauté et à la construction d'une relation plus forte au sein de la communauté japonaise.